# Heluã
Heluã (em árabe: حلوان‎; romaniz.: Ḥelwān; em copta: ϩⲁⲗⲟⲩⲁⲛ; romaniz.: Halouan) é um subúrbio do Cairo, capital do Egito, e faz parte do Grande Cairo. Entre abril de 2008 e abril de 2011, foi capital da província de Heluã.

## História
Heluã foi ocupado desde o epipaleolítico, quando uma cultura baseada em lascas, lâminas, micrólitos geométricos e pontas típicas ali se desenvolveu. No período pré-dinástico (5500–3000 a.C.), foi utilizado como cemitério.